# Rivière Blanche (rivière Felton)
Pour les articles homonymes, voir Rivière Blanche.
La rivière Blanche est un tributaire de la rivière Felton qui se déverse dans la Baie Sauvage au sud du Grand lac Saint-François lequel constitue le lac de tête de la rivière Saint-François.
Le cours de la "rivière Blanche" traverse les territoires des municipalités de Milan, Nantes, Stornoway et de Saint-Romain, dans la municipalité régionale de comté (MRC) Le Granit, dans la région administrative de l'Estrie, sur la Rive-Sud du fleuve Saint-Laurent, dans la province de Québec, Canada.

## Géographie
Les principaux bassins versants voisins de "rivière Blanche" sont :
- côté nord : rivière Felton, Grand lac Saint-François ;
- côté est : rivière Noire (rivière Felton), rivière Glen ;
- côté sud : ruisseau Turcotte ;
- côté ouest : rivière Legendre (rivière Felton).

La rivière Blanche prend sa source au nord du village de Milan, du côté nord de la route 214.
La rivière Blanche coule sur :
- 4,3 km vers l'est en longeant (du côté nord) la route 214 ;
- 5,4 km vers le nord, jusqu'à la confluence d'un ruisseau (venant de l'ouest) ;
- 1,6 km vers le nord, jusqu'au chemin de la Yard ;
- 6,3 km vers le nord, jusqu'à la limite municipale entre Milan et Nantes ;
- 0,6 km vers le nord, dans la municipalité de Nantes ;
- 5,6 km vers le nord, jusqu'à la route 161 ;
- 7,7 km vers le nord, en serpentinant jusqu'à son embouchure.

La rivière Blanche se déverse à la confluence de la rivière Noire (rivière Felton) qui constitue le début de la rivière Felton.

## Toponymie
Le toponyme "Rivière Blanche" a été officiellement inscrit le 18 décembre 1979 à la Commission de toponymie du Québec.